# Martina (prénom)
Martina est un prénom féminin d'origine latine utilisé dans de nombreuses langues européennes.

## Étymologie
Martina est le féminin latin du prénom Martin, qui est issu du nom du dieu romain de la guerre, Mars. 

## Équivalents
- en allemand : Martina
- en anglais : Martina, Tina
- en espagnol : Martina
- en français : Martine
- en hongrois : Martina
- en italien : Martina
- en norvégien : Martine, Martina
- en polonais : Martyna
- en portugais : Martina
- en suédois : Martina
- en tchèque : Martina

## Personnalités portant ce prénom
- Martina Navrátilová
- Martina Hingis
- Martina Stoessel